# Гир, Керстин
Керстин Гир (нем. Kerstin Gier; род. 1966) — немецкая писательница, работающая чаще всего в жанре современной женской и подростковой литературы. Издавалась также под псевдонимами: Софи Берард (фр. Sophie Berard) и Джули Бренд (Jule Brand). Её популярная молодёжная книга «Таймлесс. Рубиновая книга» — первая в трилогии книг о путешествии во времени, переведена на английский Антонией Белл.

## Биография
Керстин Гир родилась в Бергиш-Гладбахе, Германия. Изучала немецкую и английскую литературу и музыковедение, затем перевелась на факультет бизнеса и психологии общения — окончила с дипломом педагога. Время от времени она оставалась без работы и в 1995 году начала писать женские романы. И сразу добилась успеха: роман «Männer und andere Katastrophen» («Мужчины и другие катастрофы») был экранизирован с Хайке Макач в главной роли. Затем Керстин перешла к более «продвинутому» жанру — иронической женской прозе. В 2005 году её роман «Ein unmoralisches Sonderangebot» («Непристойное предложение») удостоился литературной премии DeLiA как лучший немецкий любовный роман.
Сегодня Керстин проживает вместе с мужем, сыном, двумя очаровательными кошками, тремя ручными курицами и золотыми рыбками, количество которых трудно поддается учёту, в деревне недалеко от Бергиш-Гладбаха. На её счету семь национальных и европейских бестселлеров и 3 экранизации.

## Фантастика в творчестве автора
Собственное пристрастие автора с давних пор — фантастика. Ещё маленькой девочкой Керстин любила выдумывать фэнтези-истории, записывала их и дополняла собственными иллюстрациями.
«Дж. Р. Толкин был и остается для меня любимым автором. История о бедном принце Джереми Безземельном навеяна сказкой Толкина «Фермер Джайлс из Хэма», где речь идёт о хитром драконе по имени Хризофилакс. Моего дракона зовут Брунофилакс; он двоюродный брат Хризофилакса, что можно понять по его характеру и имени», — рассказала Керстин о своей книге «Джереми и Безземельный дракон».
В 2009 году Керстин попробовала себя в жанре молодёжной фантастики: трилогия «Таймлесс» имела немалый успех и была экранизирована.

### Циклы произведений

#### Трилогия драгоценных камней — Таймлесс
1. Таймлесс. Рубиновая книга (нем. Rubinrot, «Алый рубин», 2009)
2. Таймлесс. Сапфировая книга (нем. Saphirblau, «Синий сапфир», 2010)
3. Таймлесс. Изумрудная книга (нем. Smaragdgrün, «Зелёный изумруд», 2011)

#### Жизнь семьи Ли Бер
- Lavendelnächte (2001)
- Vom Himmel ins Paradies (2002)

#### Judith Raabe
- Männer und andere Katastrophe
- Fisherman’s Friend in meiner Koje

#### Кэти
- Zur Hölle mit den guten Sitten! (1999)
- Der Teufel und andere himmlische Liebhaber (2001)

#### Матильда, Каролина и Франческа
- Ein Single kommt selten allein (1996)
- Liebe im Nachfüllpack (1996)
- So angelt man sich einen Typ (1997)
- Drei Männer sind einer zuviel (1997)
- Sag nicht, ich hätte dich nicht gewarnt! (1997)
- Sex zu zweit, das geht zu weit (1999)
- Schluss mit lustig (1999)

#### Мафия мам
- Die Mütter-Mafia (2005)
- Die Patin (2006)
- Gegensätze ziehen sich aus (2009)
- Die Mütter-Mafia und Friends (2011)
- Das Mütter-Mafia-Buch: Die Kunst den Alltag zu feiern (2013)
- Der Mütter-Mafia-Kalender: Die Kunst den Alltag zu feiern (2013)

#### Зильбер - трилогия / Silber - Trilogie
- Зильбер - Первый дневник сновидений (2014, Робинс) / Silber — Das erste Buch der Träume (2013, FJB)
- Зильбер - Второй дневник сновидений (2015, Робинс)/ Silber — Das zweite Buch der Träume (2014, FJB)
- Зильбер - Третий дневник сновидений (2016, 1 июня)/ Silber — Das drittle Buch der Träume (2015, FJB)

### Романы
- Ein Single kommt selten allein [под псевдонимом Jule Brand] (1996)
- Liebe im Nachfüllpack [под псевдонимом Jule Brand] (1996)
- Männer und andere Katastrophen (1996)
- Die Laufmasche (1997)
- Herrchen gesucht [под псевдонимом Jule Brand] (1997)
- Küsse niemals deinen Boss [под псевдонимом Jule Brand] (1997)
- So angelt man sich einen Typ [под псевдонимом Jule Brand] (1997)
- Drei Männer sind einer zuviel [под псевдонимом Jule Brand] (1997)
- Sag nicht, ich hätte dich nicht gewarnt! [под псевдонимом Jule Brand] (1997)
- Die Braut sagt leider nein (1998)
- Fisherman’s Friend in meiner Koje (1998)
- Herzattacken [под псевдонимом Jule Brand] (1998)
- Lügen haben schöne Beine [под псевдонимом Jule Brand] (1998)
- Macho verzweifelt gesucht [под псевдонимом Jule Brand] (1998)
- Sektfrühstück mit einem Unbekannten [под псевдонимом Jule Brand] (1999)
- Zur Hölle mit den guten Sitten! [под псевдонимом Jule Brand] (1999)
- Sex zu zweit, das geht zu weit [под псевдонимом Jule Brand] (1999)
- Schluss mit lustig [под псевдонимом Jule Brand] (1999)
- Der Teufel und andere himmlische Liebhaber [под псевдонимом Jule Brand] (2001)
- Lavendelnächte [под псевдонимом Sophie Bérard] (2001)
- Vom Himmel ins Paradies [под псевдонимом Sophie Bérard] (2002)
- Die Mütter-Mafia (2005)
- Die Patin (2006)
- Ehebrecher und andere Unschuldslämmer (2007)
- Я сказала правду / Für jede Lösung ein Problem (2007)
- Lügen, die von Herzen kommen (2007)
- Непристойное предложение / Ein unmoralisches Sonderangebot (2008)
- Gegensätze ziehen sich aus (2009)
- In Wahrheit wird viel mehr gelogen (2009)
- Jungs sind wie Kaugummi — süß und leicht um den Finger zu wickeln (2009)
- Рубиновая книга / Rubinrot (2009)
- Сапфировая книга / Saphirblau (2010)
- Auf der anderen Seite ist das Gras viel grüner (2011)
- Die Mütter-Mafia und Friends (2011)
- Изумрудная книга / Smaragdgrün (2011)
- Зильбер - Первый дневник сновидений / Silber — Das erste Buch der Träume (2014)
- Зильбер - Второй дневник сновидений / Silber — Das zweite Buch der Träume (2015)
- Зильбер - Третий дневник сновидений / Silber — Das drittle Buch der Träume (2016)

## Экранизации
1. Таймлесс. Рубиновая книга (Германия, 2013 год)
2. Таймлесс. Сапфировая книга (Германия, 2014 год)
3. Таймлесс. Изумрудная книга (Германия, 2016 год)
4. Зильбер и дневник сновидений (Германия, 2023 год)

## Премии и награды
- 2005 — Литературная премия DeLiA[нем.] в категории «лучший немецкий любовный роман» за «Ein unmoralisches Sonderangebot» («Непристойное предложение»)[2]